# Chiesa di tutti i Santi (Rovetta)
La chiesa di tutti i Santi è la parrocchiale di Rovetta, in provincia e diocesi di Bergamo, facente parte del vicariato di Clusone-Ponte Nossa. Nella chiesa vi è la grande pala d'altare opera di Giambattista Tiepolo Madonna in gloria con santi.

## Storia
Una prima chiesa dedicata a tutti i santi fu eretta nella località di Rovetta nel 1409, consacrata e intitolata a tutti i Santi dal vescovo di Bergamo Polidoro Foscari il 1º dicembre 1444. La chiesa fu ricostruita tra il 1650 e il 1661,
Qualche anno dopo fu innalzato il campanile in pietra locale su progetto dei Fantoni, originari di Rovetta. La torre termina con una cupola a cipolla contenente un concerto di dieci campane. Gravemente danneggiata da un fulmine il 19 agosto 1763, fu ricostruita nell'Ottocento con la posa del parafulmine nel 1837.
Nel primo decennio del Novecento la chiesa fu rimodernata e ampliata su progetto di Elia Fornoni con la formazione della cupola e del transetto.

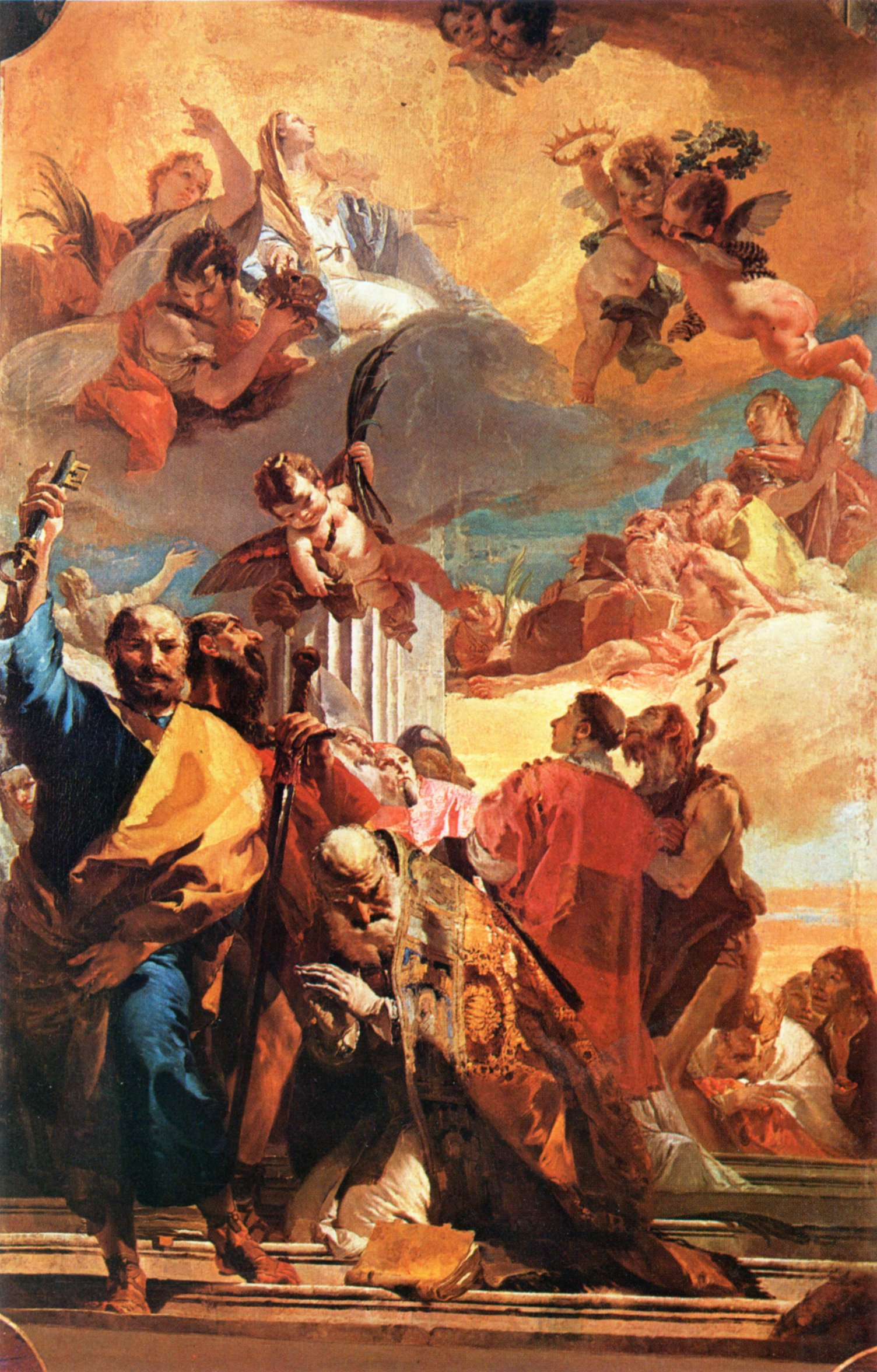
Giambattista Tiepolo - Pala Madonna in gloria con santi

## Descrizione

### Esterno
La chiesa è preceduta dal sagrato e lambisce la strada comunale. 

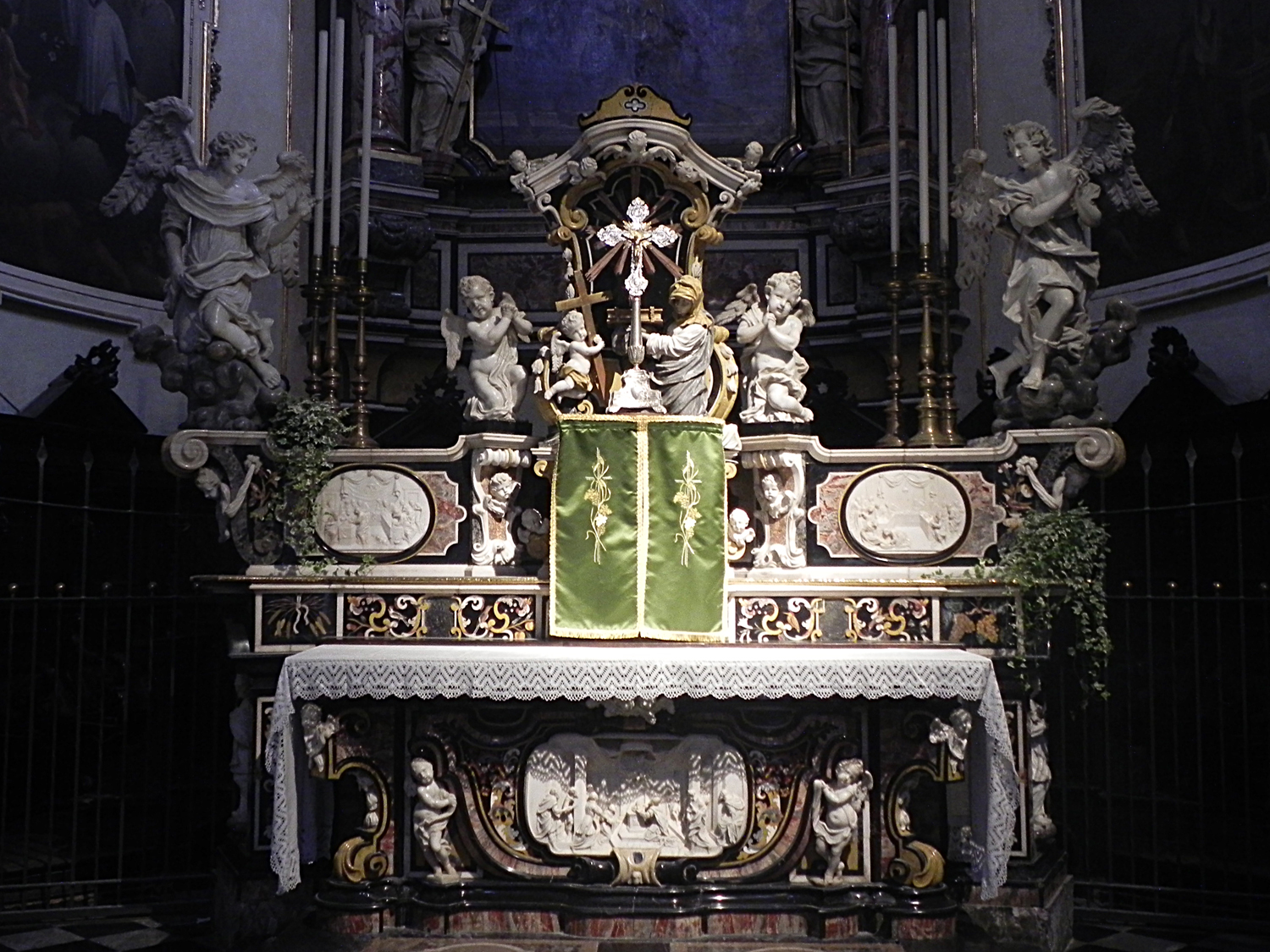
Altare Maggiore - Bottega Fantoni

### Interno
L'interno conserva opere di pregio della bottega dei Fantoni. L'altare maggiore è opera fantoniana con il paliotto che conserva l'altorilievo in marmo bianco raffigurante il sacrificio di Nelchisedec; l'opera si presenta particolarmente complessa e composta da più personaggi. Il paliotto è completato da due angeli e due medaglioni in marmi policromi che lo sorreggono. L'altare è completo del tabernacolo con la porticina in rame scolpita con la scena dei discepoli di Emmaus e due angeli che portano frutti. L'aula conserva le tele di Bortolo Litterini:  Madonna della Mercede del, 1709 sull'altare a Lei dedicato, e Redentore con la croce che appare a due santi che intercedono per le anime dei defunti del medesimo anno.è completa di due candelabri le cui basi sono finemente lavorate con immagini dei Vangeli.
La zona presbiteriale è arredata dal banco dei parati e da quello degli arredi in noce. Nella parte superiore vi sono le cantorie con pannelli decorati e scolpiti con le scene dell'antico testamento. Il coro ligneo composto da sedici stalli separati da cariatidi in bosso completa l'abside. Le tele di san Luigi e santa Maria Maddalena sono poste ai due lati mentre centrale vi è la grande tela del Tiepolo Madonna in gloria con santi. La pala è inserita in una cornice marmorea opera di Giambettino Fantoni del 1736.
La zona presbiteriale conserva la grande pala d'altare opera di Giambattista Tiepolo Madonna in gloria con santi del 1734.
Sopra l'altare vi è un'edicola in marmi policromi con una statua inginocchiata con un libro in mano che diventa la base dell'ostensorio.